# Trachelospermum bodinieri
Trachelospermum bodinieri là một loài thực vật có hoa trong họ La bố ma. Loài này được (H.Lév.) Woodson miêu tả khoa học đầu tiên năm 1934.